# Municipio de Wheeler (condado de Washington)
El municipio de Wheeler (en inglés: Wheeler Township) es un municipio ubicado en el condado de Washington en el estado estadounidense de Arkansas. En el año 2010 tenía una población de 1398 habitantes y una densidad poblacional de 40,92 personas por km².

## Geografía
El municipio de Wheeler se encuentra ubicado en las coordenadas 36°6′51″N 94°17′00″O / 36.11417, -94.28333. Según la Oficina del Censo de los Estados Unidos, el municipio tiene una superficie total de 34.17 km², de la cual 33,96 km² corresponden a tierra firme y (0,59 %) 0,2 km² es agua.

## Demografía
Según el censo de 2010, había 1398 personas residiendo en el municipio de Wheeler. La densidad de población era de 40,92 hab./km². De los 1398 habitantes, el municipio de Wheeler estaba compuesto por el 94,28 % blancos, el 0,93 % eran afroamericanos, el 1,29 % eran amerindios, el 0,64 % eran asiáticos, el 0,72 % eran de otras razas y el 2,15 % eran de una mezcla de razas. Del total de la población el 2,15 % eran hispanos o latinos de cualquier raza.